# Метју Вилсон
Метју Вилсон (енгл. Matthew Wilson; Сиднеј, 8. децембар 1998) аустралијски је пливач чија специјалност су трке прсним стилом. Национални је рекордер на 200 прсно у великим базенима, светски првак у микс штафети и учесник светских првенстава.

## Спортска каријера
Први значајнији наступ на међународној сцени Вилсон је имао на светском јуниорском првенству у Сингапуру 2015. где је успео да освоји укупно 4 медаље, три сребра и једну бронзу. Годину дана касније, на Отвореноим првенству Викторије у Мелбурну освојио је две златне медаље у тркама на 100 и 200 прсним стилом. 
Успешан деби на светским првенствима у великим базенима имао је у Будимпешти 2017. где је као члан микс штафете на 4×100 мешовито освојио сребрну медаљу. У финалу трке на 200 прсно заузео је укупно осмо место. 
На светском првенству у корејском Квангџуу 2019. „дошао” је до прве титуле светског првака, пошто је аустралијска штафета на 4×100 мешовито микс, у саставу Ларкин, Вилсон, Макион и Кемпбел, освојила златну медаљу испливавши у финалу време од 3:39,08 минута 4×100 мешовито. У финалу трке на 200 прсно Вилсон је освојио сребрну медаљу, а у полуфиналу исте дисциплине изједначио је светски рекорд из 2017. од 2:06,67 Ипеја Ватанабеа.